# Call Me, Beep Me!
Singles de Priscilla
Je danse donc je suis
(2005) Chante !
(2007)
Clip vidéo
[vidéo] « Call Me, Beep Me! », sur YouTube
Call Me, Beep Me!, ou The Kim Possible Song, est la chanson thème de la série télévisée d'animation américaine Kim Possible (2002). Elle a été écrite spécialement pour cette série par Cory Lerios et George Gabriel.
La version originale, jouée lors de la séquence d'ouverture de la série de 2002, est chantée par Christina Milian.
La chanson a été reprise par de nombreux artistes, notamment par les groupes Preluders (2004) et Banaroo (2006), par Priscilla (2006) en français et par Beni en japonais.

## Listes des pistes

### Version des Preluders
Single CD maxi Walking on Sunshine / Call Me, Beep Me — 2004, Cheyenne 500 418-8
1. Walking on Sunshine (Radio Edit) – 3:35
2. Call Me, Beep Me (Radio Edit) – 2:36
3. Walking on Sunshine (Karaoke) – 3:35

En cadeau: Call Me, Beep Me (Video) – 2:36,

### Version de Banaroo
Single CD maxi Uh Mamma — 24 février 2006, Na klar! 500 987 773-6
1. Uh Mamma (Radio Edit) – 3:14
2. Uh Mamma (The Navigator RmxVers. 1.2) – 4:20
3. Uh Mamma (Retro Filter Mix) – 4:21
4. Uh Mamma (Instrumental) – 3:12
5. Call Me, Beep Me! – 3:02[7]

### Version de Priscilla
Single digital (téléchargement) — 30 juin 2006, Walt Disney Records
1. Mission Kim Possible  – 2:36[8]

### Version de Sadie Stanley
Single digital (téléchargement) — 11 janvier 2019, Walt Disney Records
1. Call Me, Beep Me! (From "Kim Possible") – 2:41[9]